# 74. Kongress der Vereinigten Staaten
Der 74. Kongress der Vereinigten Staaten, bestehend aus dem Repräsentantenhaus und dem Senat, war die Legislative der Vereinigten Staaten. Seine Legislaturperiode dauerte vom 3. Januar 1935 bis zum 3. Januar 1937. Alle Abgeordneten des Repräsentantenhauses sowie ein Drittel der Senatoren (Klasse I) waren im November 1934 bzw. im September im Bundesstaat Maine bei den Kongresswahlen gewählt worden. Dabei ergab sich in beiden Kammern eine große Mehrheit für die Demokratische Partei, die mit Franklin D. Roosevelt auch den Präsidenten stellte. Der Republikanischen Partei blieb nur die Rolle in der Opposition. Während der Legislaturperiode gab es einige Rücktritte und Todesfälle, die aber an den Mehrheitsverhältnissen nichts änderten. Der Kongress tagte in der amerikanischen Bundeshauptstadt Washington, D.C. Die Vereinigten Staaten bestanden damals aus 48 Bundesstaaten. Die Sitzverteilung im Repräsentantenhaus basierte auf der Volkszählung von 1930.

## Wichtige Ereignisse
Siehe auch 1935 und 1936
- 3. Januar 1935: Beginn der Legislaturperiode des 74. Kongresses. Dies war der erste Beginn einer Legislaturperiode an einem 3. Januar. Zuvor begannen diese alle zwei Jahre am 4. März. Die Änderung erfolgte nach der Verabschiedung des 20. Zusatzartikel zur Verfassung der Vereinigten Staaten.
- 14. April 1935: Ein Staubsturm sucht die Staaten New Mexico, Colorado, und Oklahoma heim und macht den ohnehin durch die Weltwirtschaftskrise angeschlagenen Farmern schwer zu schaffen. Siehe auch Dust Bowl.
- 6. Mai 1935: Im Zuge der New Deal Politik wird die Works Progress Administration geschaffen.
- 27. Mai 1935: Der ebenfalls im Zuge der New Deal Politik im Jahr 1933 verabschiedete National Industrial Recovery Act wird vom Obersten Gerichtshof als nicht verfassungskonform verworfen.
- 10. September 1935: Senator Huey Long aus Louisiana stirbt an den Folgen einer Schussverletzung, die er zwei Tage zuvor bei einem Attentat erlitten hatte.
- 1. März 1936: Der Hoover Damm wird fertiggestellt.
- 3. November 1936: Präsidentschafts- und Kongresswahlen in den USA. Präsident Roosevelt wird wiedergewählt. Die Demokraten verteidigen ihre große Mehrheit in beiden Kongresskammern.

Die gesamte Legislaturperiode war von der großen wirtschaftlichen Depression jener Jahre überschattet, die erst langsam unter anderem durch die New Deal Gesetze überwunden werden konnte.

## Die wichtigsten Gesetze
In den Sitzungsperioden des 74. Kongresses wurden unter anderem folgende Bundesgesetze verabschiedet (siehe auch: Gesetzgebungsverfahren):
- 27. April 1935: Soil Conservation and Domestic Allotment Act
- 5. Juli 1935: National Labor Relations Act
- 9. August 1935: Motor Carrier Act of 1935
- 14. August 1935: Social Security Act
- 23. August 1935: Banking Act of 1935
- 26. August 1935: Public Utility Act
- 30. August 1935: Revenue Act of 1935
- 31. August 1935: Neutrality Act of 1935 siehe auch Neutralitätsgesetze
- 29. Februar 1936: Neutrality Act of 1936
- 20. Mai 1936: Rural Electrification Act
- 15. Juni 1936: Commodities Exchange Act
- 19. Juni 1936: Robinson Patman Act
- 22. Juni 1936: Flood Control Act of 1936
- 29. Juni 1936: Merchant Marine Act of 1936
- 30. Juni 1936: Walsh-Healey Public Contracts Act

## Zusammensetzung nach Parteien

### Senat
- Demokratische Partei: 69 (Mehrheit)
- Republikanische Partei: 25
- Sonstige: 2
- Vakant: 1

Gesamt: 96

### Repräsentantenhaus
- Demokratische Partei: 322 (Mehrheit)
- Republikanische Partei: 103
- Sonstige: 10

Gesamt: 435
Außerdem gab es noch fünf nicht stimmberechtigte Kongressdelegierte.

## Amtsträger

### Senat
- Präsident des Senats: John Nance Garner (D)
- Präsident pro tempore: Key Pittman (D)

#### Führung der Mehrheitspartei
- Mehrheitsführer: Joseph Taylor Robinson (D)
- Mehrheitswhip: J. Hamilton Lewis (D)

#### Führung der Minderheitspartei
- Minderheitsführer: Charles L. McNary (R)
- Minderheitswhip: unbesetzt zwischen 1935 und 1945

### Repräsentantenhaus
- Sprecher des Repräsentantenhauses: Joseph W. Byrns (D) bis 4. Juni 1936 dann William B. Bankhead (D)

#### Führung der Mehrheitspartei
- Mehrheitsführer: William B. Bankhead (D) bis 4. Juni 1936 dann John J. O’Connor (D)
- Mehrheitswhip: Patrick J. Boland, (D)

#### Führung der Minderheitspartei
- Minderheitsführer: Bertrand Snell (R)
- Minderheitswhip: Harry Lane Englebright (R)

## Senatsmitglieder
Im 74. Kongress vertraten folgende Senatoren ihre jeweiligen Bundesstaaten:
| Alabama - 2. John H. Bankhead (D) - 3. Hugo Black (D) Arizona - 1. Henry F. Ashurst (D) - 3. Carl Hayden (D) Arkansas - 2. Joseph Taylor Robinson (D) - 3. Hattie Caraway (D) Kalifornien - 1. Hiram Johnson (R) - 3. William Gibbs McAdoo (D) Colorado - 2. Edward P. Costigan (D) - 3. Alva B. Adams (D) Connecticut - 1. Francis T. Maloney (D) - 3. Augustine Lonergan (D) Delaware - 1. John G. Townsend (R) - 2. Daniel O. Hastings (R) Florida - 1. Park Trammell (D) bis zum 8. Mai 1936 - Scott Loftin (D) vom 26. Mai bis zum 3. November 1936 - Charles O. Andrews (D) ab dem 4. November 1936 - 3. Duncan U. Fletcher (D) bis zum 17. Juni 1936 - William Luther Hill (D) vom 1. Juli bis zum 3. November 1936 - Claude Pepper (D) ab dem 4. November 1936 Georgia - 2. Richard B. Russell (D) - 3. Walter F. George (D) Idaho - 2. William Borah (R) - 3. James Pinckney Pope (D) Illinois - 2. J. Hamilton Lewis (D) - 3. William H. Dieterich (D) Indiana - 1. Sherman Minton (D) - 3. Frederick Van Nuys (D) Iowa - 2. Lester J. Dickinson (R) - 3. Richard L. Murphy (D) bis zum 16. Juli 1936 - Guy Gillette (D) ab dem 3. November 1936 Kansas - 2. Arthur Capper (R) - 3. George McGill (D) Kentucky - 2. Marvel M. Logan (D) - 3. Alben W. Barkley (D) Louisiana - 2. Huey Long (D) bis zum 10. September 1935 - Rose McConnell Long (D) ab dem 31. Januar 1936 - 3. John H. Overton (D) Maine - 1. Frederick Hale (R) - 2. Wallace H. White (R) Maryland - 1. George L. P. Radcliffe (D) - 3. Millard Tydings (D) Massachusetts - 1. David I. Walsh (D) - 2. Marcus A. Coolidge (D) Michigan - 1. Arthur H. Vandenberg (R) - 2. James J. Couzens (R) bis zum 22. Oktober 1936 - Prentiss M. Brown (D) ab dem 19. November 1936 Minnesota - 1. Henrik Shipstead (Farmer Labor Party) - 2. Thomas David Schall (R) bis zum 22. Dezember 1935 - Elmer Austin Benson (Farmer Labor Party) vom 27. Dez. 1935 bis zum 3. Nov. 1936 - Guy Victor Howard (R) ab dem 3. November 1936 Mississippi - 1. Theodore G. Bilbo (D) - 2. Pat Harrison (D) Missouri - 1. Harry S. Truman (D) - 3. Bennett Champ Clark (D) | Montana - 1. Burton K. Wheeler (D) - 2. James Edward Murray (D) Nebraska - 1. Edward R. Burke (D) - 2. George W. Norris (R) Nevada - 1. Key Pittman (D) - 3. Pat McCarran (D) New Hampshire - 2. Henry W. Keyes (R) - 3. Fred H. Brown (D) New Jersey - 1. A. Harry Moore (D) - 2. William Warren Barbour (R) New Mexico - 1. Bronson M. Cutting (R) bis zum 6. Mai 1935 - Dennis Chavez (D) ab dem 11. Mai 1935 - 2. Carl Hatch (D) New York - 1. Royal S. Copeland (D) - 3. Robert F. Wagner (D) North Carolina - 2. Josiah William Bailey (D) - 3. Robert Rice Reynolds (D) North Dakota - 1. Lynn Frazier (R) - 3. Gerald Nye (R) Ohio - 1. A. Victor Donahey (D) - 3. Robert J. Bulkley (D) Oklahoma - 2. Thomas Gore (D) - 3. Elmer Thomas (D) Oregon - 2. Charles L. McNary (R) - 3. Frederick Steiwer (R) Pennsylvania - 1. Joseph F. Guffey (D) - 3. James J. Davis (R) Rhode Island - 1. Peter G. Gerry (D) - 2. Jesse H. Metcalf (R) South Carolina - 2. James F. Byrnes (D) - 3. Ellison D. Smith (D) South Dakota - 2. William J. Bulow (D) - 3. Peter Norbeck (R) bis zum 20. Dezember 1936 - Herbert E. Hitchcock (D) ab dem 29. Dezember 1936 Tennessee - 1. Kenneth McKellar (D) - 2. Nathan L. Bachman (D) Texas - 1. Tom Connally (D) - 2. Morris Sheppard (D) Utah - 1. William H. King (D) - 3. Elbert D. Thomas (D) Vermont - 1. Warren Austin (R) - 3. Ernest Gibson Sr. (R) Virginia - 1. Harry F. Byrd Sr. (D) - 2. Carter Glass (D) Washington - 1. Lewis Baxter Schwellenbach (D) - 3. Homer Bone (D) West Virginia - 1. Rush D. Holt Sr. (D) ab dem 21. Juni 1935 - 2. Matthew M. Neely (D) Wisconsin - 1. Robert M. La Follette Jr. (Wisconsin Progressive Party) - 3. F. Ryan Duffy (D) Wyoming - 1. Joseph C. O’Mahoney (D) - 2. Robert D. Carey (R) |

## Mitglieder des Repräsentantenhauses
Folgende Kongressabgeordnete vertraten im 74. Kongress die Interessen ihrer jeweiligen Bundesstaaten:
| Alabama 9 Wahlbezirke - 1. John McDuffie (D) bis zum 2. März 1935 - Frank W. Boykin (D) ab dem 30. Juli 1935 - 2. J. Lister Hill (D) - 3. Henry B. Steagall (D) - 4. Sam Hobbs (D) - 5. Joe Starnes (D) - 6. William Bacon Oliver (D) - 7. William B. Bankhead (D) - 8. Archibald Hill Carmichael (D) - 9. George Huddleston (D) Arizona Staatsweite Wahl - Isabella Greenway (D) Arkansas 7 Wahlbezirke. - 1. William J. Driver (D) - 2. John E. Miller (D) - 3. Claude A. Fuller (D) - 4. William B. Cravens (D) - 5. David Dickson Terry (D) - 6. John Little McClellan (D) - 7. Tilman Bacon Parks (D) Kalifornien 20 Wahlbezirke. - 1. Clarence F. Lea (D) - 2. Harry Lane Englebright (R) - 3. Frank H. Buck (D) - 4. Florence Prag Kahn (R) - 5. Richard J. Welch (R) - 6. Albert E. Carter (R) - 7. John H. Tolan (D) - 8. John J. McGrath (D) - 9. Bertrand W. Gearhart (R) - 10. Henry E. Stubbs (D) - 11. John S. McGroarty (D) - 12. John H. Hoeppel (D) - 13. Charles Kramer (D) - 14. Thomas F. Ford (D) - 15. John M. Costello (D) - 16. John F. Dockweiler (D) - 17. Charles J. Colden (D) - 18. Byron N. Scott (D) - 19. Sam L. Collins (R) - 20. George Burnham (R) Colorado 4 Wahlbezirke - 1. Lawrence Lewis (D) - 2. Fred N. Cummings (D) - 3. John Andrew Martin (D) - 4. Edward T. Taylor (D) Connecticut 5 Wahlbezirke. Außerdem wurde ein Abgeordneter staatsweit gewählt - 1. Herman P. Kopplemann (D) - 2. William L. Higgins (R) - 3. James A. Shanley (D) - 4. Schuyler Merritt (R) - 5. J. Joseph Smith (D) - 6. William M. Citron (D) staatsweit gewählt Delaware Staatsweite Wahl - J. George Stewart (R) Florida 4 Wahlbezirke. Außerdem wurde ein Abgeordneter staatsweit gewählt - 1. J. Hardin Peterson (D) - 2. Robert A. Green (D) - 3. Millard F. Caldwell (D) - 4. J. Mark Wilcox (D) - 5. William J. Sears (D) staatsweit gewählt Georgia 10 Wahlbezirke - 1. Hugh Peterson (D) - 2. Edward E. Cox (D) - 3. Bryant Thomas Castellow (D) - 4. Emmett Marshall Owen (D) - 5. Robert Ramspeck (D) - 6. Carl Vinson (D) - 7. Malcolm C. Tarver (D) - 8. Braswell Deen (D) - 9. John Stephens Wood (D) - 10. Paul Brown (D) Idaho 2 Wahlbezirke - 1. Compton I. White (D) - 2. David Worth Clark (D) Illinois 25 Wahlbezirke. Außerdem wurden zwei Abgeordnete staatsweit gewählt - 1. Arthur W. Mitchell (D) - 2. Raymond S. McKeough (D) - 3. Edward A. Kelly (D) - 4. Harry P. Beam (D) - 5. Adolph J. Sabath (D) - 6. Thomas J. O’Brien (D) - 7. Leonard W. Schuetz (D) - 8. Leo Kocialkowski (D) - 9. James McAndrews (D) - 10. Ralph E. Church (R) - 11. Chauncey W. Reed (R) - 12. John T. Buckbee (R) bis zum 23. April 1936 - 13. Leo E. Allen (R) - 14. Chester C. Thompson (D) - 15. J. Leroy Adair (D) - 16. Everett Dirksen (R) - 17. Leslie C. Arends (R) - 18. James A. Meeks (D) - 19. Donald C. Dobbins (D) - 20. Scott W. Lucas (D) - 21. Harry H. Mason (D) - 22. Edwin M. Schaefer (D) - 23. William W. Arnold (D) bis zum 16. September 1935 - 24. Claude V. Parsons (D) - 25. Kent E. Keller (D) - 26. Martin A. Brennan (D) staatsweit gewählt - 27. Michael L. Igoe (D) staatsweit gewählt, bis zum 2. Juni 1935 Indiana 12 Wahlbezirke - 1. William T. Schulte (D) - 2. Charles A. Halleck (R) - 3. Samuel B. Pettengill (D) - 4. James Indus Farley (D) - 5. Glenn Griswold (D) - 6. Virginia E. Jenckes (D) - 7. Arthur H. Greenwood (D) - 8. John W. Boehne (D) - 9. Eugene B. Crowe (D) - 10. Finly H. Gray (D) - 11. William Larrabee (D) - 12. Louis Ludlow (D) Iowa 9 Wahlbezirke - 1. Edward C. Eicher (D) - 2. Bernhard M. Jacobsen (D) bis zum 30. Juni 1936 - 3. John W. Gwynne (R) - 4. Fred Biermann (D) - 5. Lloyd Thurston (R) - 6. Hubert Utterback (D) - 7. Otha Wearin (D) - 8. Fred C. Gilchrist (R) - 9. Guy Gillette (D) bis zum 3. November 1936 Kansas 7 Wahlbezirke. - 1. William P. Lambertson (R) - 2. Ulysses Samuel Guyer (R) - 3. Edward White Patterson (D) - 4. Randolph Carpenter (D) - 5. John Mills Houston (D) - 6. Frank Carlson (R) - 7. Clifford R. Hope (R) Kentucky 9 Wahlbezirke - 1. William Voris Gregory (D) bis zum 10. Oktober 1936 - 2. Glover H. Cary (D) bis zum 5. Dezember 1936 - 3. Emmet O’Neal (D) - 4. Cap R. Carden (D) bis zum 13. Juni 1935 - Edward W. Creal (D) ab dem 5. November 1935 - 5. Brent Spence (D) - 6. Virgil Chapman (D) - 7. Andrew J. May (D) - 8. Fred M. Vinson (D) - 9. John M. Robsion (R) Louisiana 8 Wahlbezirke - 1. Joachim O. Fernández (D) - 2. Paul H. Maloney (D) - 3. Numa F. Montet (D) - 4. John N. Sandlin (D) - 5. Riley J. Wilson (D) - 6. Jared Y. Sanders Jr. (D) - 7. René L. De Rouen (D) - 8. Cleveland Dear (D) Maine 3 Wahlbezirke - 1. Simon M. Hamlin (D) - 2. Edward C. Moran (D) - 3. Owen Brewster (R) Maryland 6 Wahlbezirke. - 1. Thomas Alan Goldsborough (D) - 2. William Purington Cole (D) - 3. Vincent Luke Palmisano (D) - 4. Ambrose Jerome Kennedy (D) - 5. Stephen Warfield Gambrill (D) - 6. David John Lewis (D) Massachusetts 15 Wahlbezirke - 1. Allen T. Treadway (R) - 2. William J. Granfield (D) - 3. Joseph E. Casey (D) - 4. Pehr G. Holmes (R) - 5. Edith Nourse Rogers (R) - 6. Abram Andrew (R) bis zum 3. Juni 1936 - 7. William P. Connery (D) - 8. Arthur Daniel Healey (D) - 9. Richard M. Russell (D) - 10. George H. Tinkham (R) - 11. John Patrick Higgins (D) - 12. John W. McCormack (D) - 13. Richard B. Wigglesworth (R) - 14. Joseph William Martin (R) - 15. Charles L. Gifford (R) Michigan 17 Wahlbezirke - 1. George G. Sadowski (D) - 2. Earl C. Michener (R) - 3. Henry M. Kimball (R) bis zum 19. Oktober 1935 - Verner Main (R) ab dem 17. Dezember 1935 - 4. Clare Hoffman (R) - 5. Carl E. Mapes (R) - 6. William W. Blackney (R) - 7. Jesse P. Wolcott (R) - 8. Fred L. Crawford (R) - 9. Albert J. Engel (R) - 10. Roy O. Woodruff (R) - 11. Prentiss M. Brown (D) bis zum 18. November 1936 - 12. Frank Eugene Hook (D) - 13. Clarence J. McLeod (R) - 14. Louis C. Rabaut (D) - 15. John Dingell Sr. (D) - 16. John Lesinski Sr. (D) - 17. George Anthony Dondero (R) Minnesota 9 Wahlbezirke - 1. August H. Andresen (R) - 2. Elmer Ryan (D) - 3. Ernest Lundeen (Farmer Labor Party) - 4. Melvin Maas (R) - 5. Theodore Christianson (R) - 6. Harold Knutson (R) - 7. Paul John Kvale (Farmer Labor Party) - 8. William Pittenger (R) - 9. Rich T. Buckler (Farmer Labor Party) Mississippi 7 Wahlbezirke - 1. John E. Rankin (D) - 2. Wall Doxey (D) - 3. William M. Whittington (D) - 4. Aaron L. Ford (D) - 5. Aubert C. Dunn (D) - 6. William M. Colmer (D) - 7. Daniel R. McGehee (D) Missouri 13 Wahlbezirke - 1. Milton A. Romjue (D) - 2. William L. Nelson (D) - 3. Richard M. Duncan (D) - 4. C. Jasper Bell (D) - 5. Joe Shannon (D) - 6. Reuben T. Wood (D) - 7. Dewey Jackson Short (R) - 8. Clyde Williams (D) - 9. Clarence Cannon (D) - 10. Orville Zimmerman (D) - 11. Thomas C. Hennings (D) - 12. James Robert Claiborne (D) - 13. John J. Cochran (D) Montana 2 Wahlbezirke - 1. Joseph P. Monaghan (D) - 2. Roy E. Ayers (D) Nebraska 5 Wahlbezirke - 1. Henry Carl Luckey (D) - 2. Charles F. McLaughlin (D) - 3. Karl Stefan (R) - 4. Charles Gustav Binderup (D) - 5. Harry B. Coffee (D) Nevada Staatsweite Wahl - James Graves Scrugham (D) New Hampshire 2 Wahlbezirke - 1. William Nathaniel Rogers (D) - 2. Charles W. Tobey (D) | New Jersey 14 Wahlbezirke - 1. Charles A. Wolverton (R) - 2. Isaac Bacharach (R) - 3. William H. Sutphin (D) - 4. D. Lane Powers (R) - 5. Charles Aubrey Eaton (R) - 6. Donald H. McLean (R) - 7. Randolph Perkins (R) bis zum 25. Mai 1936 - 8. George N. Seger (R) - 9. Edward Aloysius Kenney (D) - 10. Fred A. Hartley (R) - 11. Peter Angelo Cavicchia (R) - 12. Frederick R. Lehlbach (R) - 13. Mary Teresa Norton (D) - 14. Edward J. Hart (D) New Mexico Staatsweite Wahl - John Joseph Dempsey (D) New York 43 Wahlbezirke: Außerdem wurden zwei Abgeordnete staatsweit gewählt - 1. Robert L. Bacon (R) - 2. William F. Brunner (D) bis zum 27. September 1935 - William Bernard Barry (D) ab dem 5. November 1935 - 3. Joseph L. Pfeifer (D) - 4. Thomas H. Cullen (D) - 5. Marcellus H. Evans (D) - 6. Andrew Lawrence Somers (D) - 7. John J. Delaney (D) - 8. Richard J. Tonry (D) - 9. Stephen A. Rudd (D) bis zum 31. März 1936 - 10. Emanuel Celler (D) - 11. James A. O’Leary (D) - 12. Samuel Dickstein (D) - 13. Christopher D. Sullivan (D) - 14. William I. Sirovich (D) - 15. John J. Boylan (D) - 16. John J. O’Connor (D) - 17. Theodore A. Peyser (D) - 18. Martin J. Kennedy (D) - 19. Sol Bloom (D) - 20. Vito Marcantonio (R) - 21. Joseph A. Gavagan (D) - 22. Anthony J. Griffin (D) bis zum 13. Januar 1935 - Edward W. Curley (D) ab dem 5. November 1935 - 23. Charles A. Buckley (D) - 24. James M. Fitzpatrick (D) - 25. Charles D. Millard (R) - 26. Hamilton Fish III (R) - 27. Philip A. Goodwin (R) - 28. Parker Corning (D) - 29. William D. Thomas (R) bis zum 17. Mai 1936 - 30. Frank Crowther (R) - 31. Bertrand Snell (R) - 32. Francis D. Culkin (R) - 33. Fred Sisson (D) - 34. Bert Lord (R) - 35. Clarence E. Hancock (R) - 36. John Taber (R) - 37. William Sterling Cole (R) - 38. James P. B. Duffy (D) - 39. James Wolcott Wadsworth (R) - 40. Walter G. Andrews (R) - 41. Alfred F. Beiter (D) - 42. James M. Mead (D) - 43. Daniel A. Reed (R) - 44. Matthew J. Merritt (D) staatsweit gewählt - 45. Caroline Love Goodwin O’Day (D) staatsweit gewählt North Carolina 11 Wahlbezirke - 1. Lindsay Carter Warren (D) - 2. John H. Kerr (D) - 3. Graham Arthur Barden (D) - 4. Harold D. Cooley (D) - 5. Franklin Wills Hancock (D) - 6. William B. Umstead (D) - 7. J. Bayard Clark (D) - 8. Walter Lambeth (D) - 9. Robert L. Doughton (D) - 10. Alfred L. Bulwinkle (D) - 11. Zebulon Weaver (D) North Dakota 2 Abgeordnete die staatsweit gewählt wurden - William Lemke (Nonpartisan Republican) - Usher L. Burdick (Nonpartisan Republican) Ohio 22 Wahlbezirke. Außerdem wurden zwei Abgeordnete staatsweit gewählt. - 1. John B. Hollister (R) - 2. William E. Hess (R) - 3. Byron B. Harlan (D) - 4. Frank Le Blond Kloeb (D) - 5. Frank C. Kniffin (D) - 6. James G. Polk (D) - 7. Leroy T. Marshall (R) - 8. Thomas B. Fletcher (D) - 9. Warren J. Duffey (D) bis zum 7. Juli 1936 - 10. Thomas A. Jenkins (R) - 11. Mell G. Underwood (D) bis zum 10. April 1936 - Peter Francis Hammond (D) ab dem 3. November 1936 - 12. Arthur P. Lamneck (D) - 13. William L. Fiesinger (D) - 14. Dow W. Harter (D) - 15. Robert T. Secrest (D) - 16. William R. Thom (D) - 17. William A. Ashbrook (D) - 18. Lawrence E. Imhoff (D) - 19. John G. Cooper (R) - 20. Martin L. Sweeney (D) - 21. Robert Crosser (D) - 22. Chester C. Bolton (R) - 23. Charles V. Truax (D) staatsweit gewählt, bis zum 9. August 1935 - Daniel S. Earhart (D) ab dem 3. November 1936 ebenfalls staatsweit gewählt - 24. Stephen M. Young (D) staatsweit gewählt Oklahoma 8 Wahlbezirke. Außerdem wurde ein Abgeordneter staatsweit gewählt - 1. Wesley E. Disney (D) - 2. John Conover Nichols (D) - 3. Wilburn Cartwright (D) - 4. Percy Lee Gassaway (D) - 5. Joshua B. Lee (D) - 6. Jed Johnson (D) - 7. Sam C. Massingale (D) - 8. Phil Ferguson (D) - 9. Will Rogers (D) staatsweit gewählt Oregon 3 Wahlbezirke - 1. James W. Mott (R) - 2. Walter M. Pierce (D) - 3. William A. Ekwall (R) Pennsylvania 34 Wahlbezirke - 1. Harry C. Ransley (R) - 2. William H. Wilson (R) - 3. Clare G. Fenerty (R) - 4. J. Burrwood Daly (D) - 5. Frank Dorsey (D) - 6. Michael J. Stack (D) - 7. George P. Darrow (R) - 8. James Wolfenden (R) - 9. Oliver W. Frey (D) - 10. J. Roland Kinzer (R) - 11. Patrick J. Boland (D) - 12. Charles Murray Turpin (R) - 13. James H. Gildea (D) - 14. William Emanuel Richardson (D) - 15. Charles E. Dietrich (D) - 16. Robert F. Rich (R) - 17. J. William Ditter (R) - 18. Benjamin K. Focht (R) - 19. Isaac Hoffer Doutrich (R) - 20. Denis J. Driscoll (D) - 21. Francis E. Walter (D) - 22. Harry L. Haines (D) - 23. Don Hilary Gingery (D) - 24. J. Buell Snyder (D) - 25. Charles I. Faddis (D) - 26. Charles R. Eckert (D) - 27. Joseph Anthony Gray (D) - 28. William M. Berlin (D) - 29. Charles N. Crosby (D) - 30. J. Twing Brooks (D) - 31. James L. Quinn (D) - 32. Theodore L. Moritz (D) - 33. Henry Ellenbogen (D) - 34. Matthew A. Dunn (D) Rhode Island 2 Wahlbezirke - 1. Francis Condon (D) bis zum 10. Januar 1935 - Charles Risk (R) ab dem 6. August 1935 - 2. John Matthew O’Connell (D) South Carolina 6 Wahlbezirke. - 1. Thomas S. McMillan (D) - 2. Hampton P. Fulmer (D) - 3. John C. Taylor (D) - 4. John J. McSwain (D) bis zum 6. August 1936 - Gabriel H. Mahon (D) ab dem 3. November 1936 - 5. James Prioleau Richards (D) - 6. Allard H. Gasque (D) South Dakota 2 Wahlbezirke - 1. Fred H. Hildebrandt (D) - 2. Theodore B. Werner (D) Tennessee 9 Wahlbezirke - 1. Brazilla Carroll Reece (R) - 2. J. Will Taylor (R) - 3. Sam D. McReynolds (D) - 4. John Ridley Mitchell (D) - 5. Joseph W. Byrns (D) bis zum 4. Juni 1936 - 6. Clarence W. Turner (D) - 7. Herron C. Pearson (D) - 8. Jere Cooper (D) - 9. Walter Chandler (D) Texas 21 Wahlbezirke - 1. Wright Patman (D) - 2. Martin Dies Jr. (D) - 3. Morgan G. Sanders (D) - 4. Sam Rayburn (D) - 5. Hatton W. Sumners (D) - 6. Luther Alexander Johnson (D) - 7. Nat Patton (D) - 8. Joe H. Eagle (D) - 9. Joseph J. Mansfield (D) - 10. James P. Buchanan (D) - 11. Oliver H. Cross (D) - 12. Fritz G. Lanham (D) - 13. William D. McFarlane (D) - 14. Richard M. Kleberg (D) - 15. Milton H. West (D) - 16. R. Ewing Thomason (D) - 17. Thomas L. Blanton (D) - 18. John Marvin Jones (D) - 19. George H. Mahon (D) - 20. Maury Maverick (D) - 21. Charles L. South (D) Utah 2 Wahlbezirke - 1. Orrice Abram Murdock (D) - 2. James W. Robinson (D) Vermont 1 Wahlbezirk (staatsweit) - 1. Charles Albert Plumley (R) Virginia 9 Wahlbezirke - 1. S. Otis Bland (D) - 2. Colgate Darden (D) - 3. Andrew Jackson Montague (D) - 4. Patrick H. Drewry (D) - 5. Thomas G. Burch (D) - 6. Clifton A. Woodrum (D) - 7. Absalom Willis Robertson (D) - 8. Howard W. Smith (D) - 9. John W. Flannagan (D) Washington 6 Wahlbezirke - 1. Marion Zioncheck (D) bis zum 7. August 1936 - 2. Monrad Charles Wallgren (D) - 3. Martin F. Smith (D) - 4. Knute Hill (D) - 5. Samuel B. Hill (D) bis zum 25. Juni 1936 - 6. Wesley Lloyd (D) bis zum 10. Januar 1936 West Virginia 6 Wahlbezirke - 1. Robert Lincoln Ramsay (D) - 2. Jennings Randolph (D) - 3. Andrew Edmiston (D) - 4. George William Johnson (D) - 5. John Kee (D) - 6. Joe L. Smith (D) Wisconsin 10 Wahlbezirke - 1. Thomas Ryum Amlie (Wisconsin Progressive Party) - 2. Harry Sauthoff (Wisconsin Progressive Party) - 3. Gardner R. Withrow (Wisconsin Progressive Party) - 4. Raymond Joseph Cannon (D) - 5. Thomas O’Malley (D) - 6. Michael Reilly (D) - 7. Gerald J. Boileau (Wisconsin Progressive Party) - 8. George J. Schneider (Wisconsin Progressive Party) - 9. Merlin Hull (Wisconsin Progressive Party) - 10. Bernard J. Gehrmann (Wisconsin Progressive Party) Wyoming Staatsweite Wahlen - Paul Ranous Greever (D) |

Nicht stimmberechtigte Mitglieder im Repräsentantenhaus:
- Alaska-Territorium:
  - Anthony Dimond (D)
- Hawaii-Territorium:
  - Samuel Wilder King (D)
- Philippinen: 
  - Pedro Guevara bis zum 14. Februar 1936
  - Francisco Afan Delgado bis zum 14. Februar 1936
    - Quintín B. Paredes ab dem 14. Februar 1936
- Puerto Rico:
  - Santiago Iglesias